# 다오리구

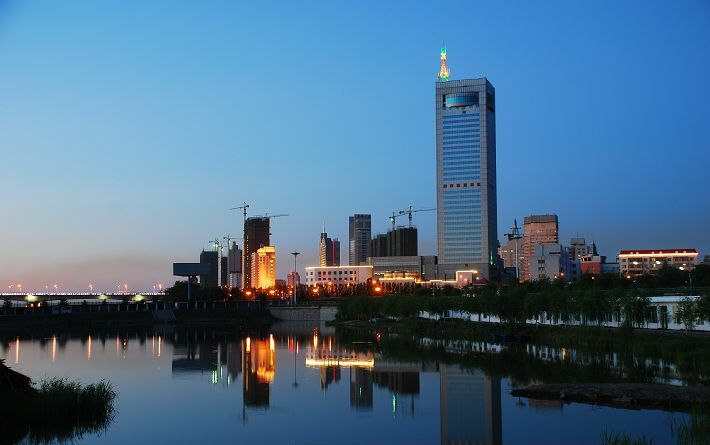

다오리구(한국어: 도리구, 중국어: 道里区, 병음: Dàolǐ Qū)는 중화인민공화국 헤이룽장성 하얼빈시의 행정구역이다. 넓이는 479km2이고, 인구는 2007년 기준으로 700,000명이다. 다오리는 하얼빈에서 가장 오래된 구로 쑹화강 변에 위치한다. 오늘날 다오리 구는 주요 업무가 중 하나인 중양다제(중앙대가)가 있는 곳으로 잘 알려져 있다. 또한 하얼빈 역, 하얼빈 타이핑 국제공항 등 주요 교통시설이 위치한 하얼빈의 관문이자 중심지로서 기능한다.

## 행정 구역
19개 가도, 4개 진을 관할한다.
- 가도: 安静街道, 抚顺街道, 新华街道, 康安街道, 尚志街道, 正阳河街道, 建国街道, 安和街道, 共乐街道, 斯大林街道, 工程街道, 经纬街道, 兆麟街道, 新阳路街道, 工农街道, 通江街道, 城乡路街道, 群力街道, 爱建街道.
- 진: 新发镇, 太平镇, 新农镇, 榆树镇.